# 金児杜鵑花
金児 杜鵑花（かねこ とけんか、1894年3月14日 - 1938年2月21日）は大正-昭和時代前期の俳人。本名は農夫雄(のぶお)。新興俳句の命名者とされているが、その言葉は、彼が私淑した河東碧梧桐が先に著書『新興俳句への道』（昭和4年）の題名で使っていたものを、山口誓子、水原秋櫻子らの運動に当てたものである。

## 略歴
1894年(明治27年)3月14日、北海道余市郡（現余市町）生まれ。札幌師範を卒業後、堺小学校教諭となったが、1918年上京して新潮社に入社。1920年、素人社を設立。山口誓子の処女句集『凍港』を出版。雑誌「現代文芸」「俳句月刊」「俳句世界」などを発行、主宰。俳句は河東碧梧桐に私淑し新傾向風の俳句をつくるが、晩年は定型句に転じた。1938年2月21日死去。45歳。
句集に『杜鵑花句集』（1932年）と『新版杜鵑花句集』（1936年）。いずれも素人社社屋刊。

## 句碑
句碑は1935年8月　俳句世界小樽支部によって、朝里川上流の魚留の滝を正面に見る位置に建立された。その脇には、二体の観音像が安置されていて杜鵑花はそれを踏まえて「み仏に滝のしぶきや百合の花」と詠んだ。
戦後、観音像は放置されていたが、朝里川近辺の試掘を行っていたところ関係者が、二つに割れた観音像から湯が湧き出ている夢を見て、その情景をたどったところ、魚留の滝に放置されている観音像に出会い像は朝里川温泉元湯付近に移され、金児杜鵑花句碑も移された。

## 編書
- 『昭和句選』1928年
- 『昭和一万句集』成光館出版部、1931年